# Melanie Peetz
Melanie Peetz (* 1977) ist eine deutsche römisch-katholische Theologin.

## Leben
Von 1998 bis 2004 studierte sie Philosophie und Theologie an der PTH Sankt Georgen, wo sie im Oktober 2000 die Vordiplomprüfung in Theologie und Bakkalaureat in Philosophie ablegte und im April 2004 Diplom in Theologie erwarb. Von 2000 bis 2004 studierte sie Judaistik an der Goethe-Universität in Frankfurt am Main. Im Theologischen Studienjahr der Dormitio-Abtei studierte sie von 2001 bis 2002 als Stipendiatin des Deutschen Akademischen Austauschdienstes. Im Sommer 2003 absolvierte sie ein Sprach- und Kulturstudium (jüdische Studien und Israelwissenschaften) an der Ben-Gurion-Universität im Negev als Stipendiatin des Deutschen Akademischen Austauschdienstes. Von Wintersemester 2002/2003 bis Wintersemester 2003/2004 war sie Lehrbeauftragte für Hebräisch an der PTH Sankt Georgen. Von Sommersemester 2004 bis Sommersemester 2007 war sie wissenschaftliche Mitarbeiterin am Lehrstuhl für Alttestamentliche Wissenschaft der Universität Eichstätt, wo sie im Juni 2007 in Theologie im Fach Exegese AT promoviert wurde und in den Fächern Alttestamentliche Wissenschaft, Hebräisch und Aramäisch lehrte. Seit Wintersemester 2007 lehrt sie an der PTH Sankt Georgen für die Fächer Einleitung in die Heilige Schrift und Hebräisch. Im Sommersemester 2009 war sie Lehrbeauftragte in Mainz für das Fach Einleitung in das Neue Testament. Seit Sommersemester 2009 ist sie Lehrbeauftragte an der Goethe-Universität für das Fach Einleitung in das Alte Testament. Seit Januar 2009 ist sie Dozentin an der PTH Sankt Georgen für die Fächer Einleitung in die Heilige Schrift und Exegese des Alten Testaments. Im Sommersemester 2011 war sie Visiting Scholar am Boston College. Seit der Habilitation 2014 an der Universität Mainz mit einer Arbeit Emotionen im Hohelied. Eine literaturwissenschaftliche Analyse hebräischer Liebeslyrik unter Berücksichtigung geistlich-allegorischer Auslegungsversuche lehrt sie als Professorin für Einleitung in die Heilige Schrift und Exegese des Alten Testaments in Sankt Georgen.
Ihre Forschungsinteressen sind Geschichte Israels, Bibel als Literatur, Hohesliedexegese und Frühjudentum.

## Schriften (Auswahl)
- Emotionen im Hohelied. Eine literaturwissenschaftliche Analyse hebräischer Liebeslyrik unter Berücksichtigung geistlich-allegorischer Auslegungsversuche. Herder, Freiburg 2015, ISBN 978-3-451-31582-4.
- Das biblische Israel. Geschichte – Archäologie – Geographie. Herder, Freiburg 2018, ISBN 978-3-451-38048-8.
- als Herausgeberin mit Ute E. Eisen und Heidrun E. Mader: Grasping Emotions: Approaches to Emotions in Interreligious and Interdisciplinary Discourse. de Gruyter, Berlin 2024, ISBN 978-3-111-18103-5.